# Великописарівська районна рада
Великописарівська районна рада — орган місцевого самоврядування Великописарівського району Сумської області з центром у селищі міського типу Велика Писарівка.
Великописарівській районній раді підпорядковано 1 селищну громаду, 1 селищну раду і 9 сільських рад, які об'єднують 41 населений пункт.

## Склад Великописарівської районної ради
До складу Великописарівської районної ради входять 34 депутатів від 7 партій :
- Всеукраїнське об'єднання «Батьківщина» — 10 депутатів
- Блок Петра Порошенка «Солідарність» — 6 депутатів
- Аграрна партія України — 6 депутатів
- Соціал-демократична партія (Україна) — 4 депутати
- Партія "Відродження" — 3 депутати
- Радикальна партія Олега Ляшка — 2 депутати
- Політична партія «Українське об'єднання патріотів — УКРОП» — 2 депутати

## Керівництво
- Голова районної ради — Сипко Дмитро Дмитрович
- Заступник голови районної ради — Кадничанська Валентина Іванівна